# Ефективний радіус галактики
Ефективний радіус галактики {\displaystyle R_{e}} — радіус тієї частини галактики, яка випромінює половину всього її світла.

Півсвітловий радіус R_{e} охоплює половину від загального світла, що випускається об'єктом

Передбачається, що галактика має або внутрішню сферичну симетрію, або принаймні центрально симетрична, якщо дивитися в площині неба. Для асиметричних об'єктів може застосовуватися поняття напівсвітлий контур або ізолюкса.
{\displaystyle R_{e}} є важливим масштабом довжини в законі Вокулера {\displaystyle {\sqrt {R}}}, який характеризує певну межу, при якій яскравість поверхні зменшується залежно від радіуса:
{\displaystyle I(R)=I_{e}\cdot e^{-7.67\left({\sqrt[{4}]{\frac {R}{R_{e}}}}-1\right)}}
де {\displaystyle I_{e}} яскравість поверхні {\displaystyle R=R_{e}}. At {\displaystyle R=0},
{\displaystyle I(R=0)=I_{e}\cdot e^{7.67}\approx 2000\cdot I_{e}}
Таким чином, центральна поверхнева яскравість приблизно {\displaystyle 2000\cdot I_{e}}.